# Persone di cognome Johnson/Cestisti
| Questa pagina contiene informazioni ricavate automaticamente dalle voci biografiche con l'ausilio del template Bio e di un bot. L'aggiornamento è periodico e automatico e ricostruisce completamente la pagina. Se manca una persona in questa lista, sei pregato di non aggiungerla, ma accertati piuttosto che la sua voce biografica contenga il template Bio e che i dati anagrafici siano correttamente compilati. Se il template Bio manca, inseriscilo tu stesso o, in alternativa, metti l'avviso {{tmp\|Bio}} che ne segnala la mancanza. Se i dati riportati sono sbagliati, correggi direttamente la voce biografica; le modifiche saranno visibili in questa lista entro pochi giorni. Per chiarimenti vedi il progetto antroponimi. La lista contiene solo le 120 persone che sono citate nell'enciclopedia e per le quali è stato implementato correttamente il template Bio. Pagina aggiornata al 7 ago 2025. |

Questa è una lista di persone presenti nell'enciclopedia che hanno il cognome Johnson e sono cestisti.

## A(15)
- Aaron Johnson, cestista statunitense (Exton, n. 1983)
- Aaron Johnson, ex cestista statunitense (Chicago, n. 1988)
- AJ Johnson, cestista statunitense (Fresno, n. 2004)
- Andy Johnson, cestista statunitense (Los Angeles, n. 1932 - † 2002)
- Arnie Johnson, cestista statunitense (Gonvick, n. 1920 - Rochester, † 2000)
- Alex Johnson, ex cestista canadese (Toronto, n. 1988)
- Alexander Johnson, ex cestista statunitense (Albany, n. 1983)
- Buck Johnson, cestista statunitense (Birmingham, n. 1964)
- Alize Johnson, cestista statunitense (Williamsport, n. 1996)
- Amir Johnson, ex cestista e allenatore di pallacanestro statunitense (Los Angeles, n. 1987)
- Anthony Johnson, ex cestista statunitense (Charleston, n. 1974)
- Armon Johnson, ex cestista statunitense (Reno, n. 1989)
- Arthur Johnson, ex cestista statunitense (Detroit, n. 1981)
- Austin Johnson, ex cestista statunitense (San Antonio, n. 1987)
- Avery Johnson, ex cestista e allenatore di pallacanestro statunitense (New Orleans, n. 1965)

## C(12)
- Chris Johnson, cestista statunitense (Columbus, n. 1990)
- Clay Johnson, ex cestista statunitense (Yazoo City, n. 1956)
- Keon Johnson, cestista statunitense (Shelbyville, n. 2002)
- Mauricio Johnson, cestista e allenatore di pallacanestro venezuelano (Maracaibo, n. 1935 - † 2018)
- Splinter Johnson, cestista statunitense (Frankfort, n. 1920 - Suwannee, † 2002)
- Steve Johnson, ex cestista statunitense (Akron, n. 1957)
- Cameron Johnson, cestista statunitense (Moon, n. 1996)
- Carldell Johnson, ex cestista e allenatore di pallacanestro statunitense (New Orleans, n. 1983)
- Charles Johnson, cestista statunitense (Corpus Christi, n. 1949 - Oakland, † 2007)
- Chris Johnson, cestista statunitense (Washington, n. 1985)
- Corey Johnson, cestista canadese (Ottawa, n. 1996)
- Cory Johnson, cestista statunitense (Duluth, n. 1988)

## D(14)
- Dave Johnson, ex cestista statunitense (Morgan City, n. 1970)
- D.J. Johnson, cestista statunitense (Saint Louis, n. 1993)
- Ralph Johnson, cestista e allenatore di pallacanestro statunitense (Huntington, n. 1921 - Cleveland, † 2005)
- Dakari Johnson, cestista statunitense (Brooklyn, n. 1995)
- Daniel Johnson, cestista australiano (Carnarvon, n. 1988)
- Darin Johnson, cestista statunitense (Sacramento, n. 1995)
- Darryl Johnson, ex cestista statunitense (Flint, n. 1965)
- David Johnson, cestista statunitense (Louisville, n. 2001)
- DeMarco Johnson, ex cestista e allenatore di pallacanestro statunitense (Charlotte, n. 1975)
- Delvon Johnson, cestista statunitense (Chicago, n. 1989)
- Dennis Johnson, cestista e allenatore di pallacanestro statunitense (San Pedro, n. 1954 - Austin, † 2007)
- DerMarr Johnson, ex cestista statunitense (Washington, n. 1980)
- Dominique Johnson, cestista statunitense (Detroit, n. 1987)
- Dominique Johnson, cestista tedesco (Bremerhaven, n. 1992)

## E(6)
- Ed Johnson, cestista e allenatore di pallacanestro statunitense (Atlanta, n. 1944 - † 2016)
- Eddie Johnson, ex cestista statunitense (Chicago, n. 1959)
- Eddie Johnson, cestista statunitense (Ocala, n. 1955 - † 2020)
- Elijah Johnson, ex cestista statunitense (Gary, n. 1990)
- Elmer Johnson, cestista e giocatore di baseball statunitense (n. 1910 - River Grove, † 1988)
- Eric Johnson, ex cestista statunitense (Brooklyn, n. 1966)

## F(3)
- Fletcher Johnson, cestista statunitense (Englewood, n. 1931 - † 2008)
- Francis Johnson, cestista statunitense (Hartford, n. 1910 - Chesterfield, † 1997)
- Frank Johnson, ex cestista e allenatore di pallacanestro statunitense (Weirsdale, n. 1958)

## G(3)
- George Johnson, ex cestista e allenatore di pallacanestro statunitense (Tylertown, n. 1948)
- George Johnson, ex cestista statunitense (Brooklyn, n. 1956)
- George Johnson, ex cestista statunitense (Harleton, n. 1947)

## H(1)
- Harold Johnson, cestista statunitense (Richmond, n. 1920 - Richmond, † 1999)

## I(1)
- Ivan Johnson, ex cestista statunitense (San Antonio, n. 1984)

## J(16)
- Brice Johnson, cestista statunitense (Orangeburg, n. 1994)
- Joe Johnson, ex cestista statunitense (Little Rock, n. 1981)
- John Johnson, cestista statunitense (Carthage, n. 1947 - San Jose, † 2016)
- Juby Johnson, ex cestista statunitense (Warrensville Heights, n. 1981)
- Justin Johnson, ex cestista statunitense (Los Angeles, n. 1988)
- Justin Johnson, cestista statunitense (Bowling Green, n. 1996)
- JaJuan Johnson, cestista statunitense (Indianapolis, n. 1989)
- Jazz Johnson, cestista statunitense (Portland, n. 1996)
- Jalen Johnson, cestista statunitense (Wausau, n. 2001)
- James Johnson, cestista statunitense (Cheyenne, n. 1987)
- Jaron Johnson, cestista statunitense (Tyler, n. 1992)
- Jasper Johnson, cestista statunitense (Hollandale, n. 1983 - † 2021)
- Jayce Johnson, cestista statunitense (Dana Point, n. 1997)
- Jaylen Johnson, cestista statunitense (Ypsilanti, n. 1996)
- Jerry Johnson, ex cestista statunitense (Lancaster, n. 1982)
- Jordan Johnson, cestista statunitense (Waukegan, n. 1995)

## K(8)
- Ken Johnson, ex cestista statunitense (Tuskegee, n. 1962)
- Ken Johnson, ex cestista statunitense (Detroit, n. 1978)
- Kevin Johnson, ex cestista e politico statunitense (Sacramento, n. 1966)
- Kevin Johnson, cestista statunitense (Oakland, n. 1984)
- Kannard Johnson, ex cestista statunitense (Cincinnati, n. 1965)
- Keldon Johnson, cestista statunitense (Chesterfield, n. 1999)
- Keshad Johnson, cestista statunitense (Oakland, n. 2001)
- Kyle Johnson, cestista canadese (Scarborough, n. 1988)

## L(4)
- Cheese Johnson, ex cestista statunitense (New York, n. 1957)
- Larry Johnson, cestista statunitense (Morganfield, n. 1954 - Mount Vernon, † 2025)
- Lee Johnson, ex cestista statunitense (Plumerville, n. 1957)
- Larry Johnson, ex cestista statunitense (Tyler, n. 1969)

## M(7)
- Mally Johnson, cestista statunitense (Marshall, n. 1908 - San Leandro, † 1969)
- Malik Johnson, cestista statunitense (Richmond, n. 1997)
- Markell Johnson, cestista statunitense (Cleveland, n. 1998)
- Marques Johnson, ex cestista e allenatore di pallacanestro statunitense (Natchitoches, n. 1956)
- Keyontae Johnson, cestista statunitense (Norfolk, n. 2000)
- Melvin Johnson, cestista statunitense (Bronx, n. 1993)
- Michael Johnson, ex cestista statunitense (Las Vegas, n. 1976)

## N(4)
- Nate Johnson, ex cestista statunitense (Camden, n. 1977)
- Nate Johnson, ex cestista statunitense (Kansas City, n. 1979)
- Nick Johnson, cestista statunitense (Gilbert, n. 1992)
- Neil Johnson, ex cestista statunitense (Jackson, n. 1943)

## O(4)
- Ollie Johnson, ex cestista statunitense (Washington, n. 1942)
- Ollie Johnson, ex cestista statunitense (Filadelfia, n. 1949)
- Omari Johnson, ex cestista giamaicano (Kingston, n. 1990)
- Orlando Johnson, ex cestista statunitense (Monterey, n. 1989)

## P(1)
- Phil Johnson, ex cestista e allenatore di pallacanestro statunitense (Grace, n. 1941)

## R(7)
- Reggie Johnson, ex cestista statunitense (Atlanta, n. 1957)
- Reggie Johnson, cestista statunitense (Chicago, n. 1994)
- Rich Johnson, cestista statunitense (Alexandria, n. 1946 - Vicksburg, † 1994)
- Ron Johnson, cestista statunitense (New Prague, n. 1938 - Saint Cloud, † 2015)
- Ravern Johnson, ex cestista statunitense (Lyon, n. 1988)
- B.J. Johnson, cestista statunitense (Filadelfia, n. 1995)
- Roquez Johnson, cestista statunitense (Montgomery, n. 1992)

## S(4)
- Stew Johnson, ex cestista e allenatore di pallacanestro statunitense (Clairton, n. 1944)
- Stanley Johnson, cestista statunitense (Anaheim, n. 1996)
- Steffond Johnson, ex cestista statunitense (Longview, n. 1962)
- Sydney Johnson, ex cestista e allenatore di pallacanestro statunitense (Lansing, n. 1974)

## T(4)
- Terrance Johnson, cestista statunitense (Duncanville, n. 1982 - † 2025)
- Trent Johnson, ex cestista, allenatore di pallacanestro e dirigente sportivo statunitense (Berkeley, n. 1956)
- Tyler Johnson, cestista statunitense (Grand Forks, n. 1992)
- Tyren Johnson, cestista statunitense (Edgard, n. 1988)

## V(1)
- Vinnie Johnson, ex cestista statunitense (Brooklyn, n. 1956)

## W(4)
- Bill Johnson, cestista statunitense (Norfolk, n. 1933 - Beatrice, † 2011)
- Mickey Johnson, ex cestista statunitense (Chicago, n. 1952)
- Skinny Johnson, cestista statunitense (Oklahoma City, n. 1911 - Oklahoma City, † 1980)
- Wesley Johnson, ex cestista e allenatore di pallacanestro statunitense (Corsicana, n. 1987)

## X(1)
- Xavier Johnson, cestista statunitense (Los Angeles, n. 1993)